# Ce soir… ensemble
Albums de Patrick Bruel
Ce soir on sort…
(2018)
Ce soir… ensemble est le dixième album live de Patrick Bruel sorti le 4 décembre 2020 chez Columbia, enregistré à Paris La Défense Arena à Nanterre, où il réunit 33 000 spectateurs au total, les 6 et 7 décembre 2019. L'album comprend deux CD et deux DVD. 
Le spectacle enregistré fait partie de la tournée qui fait suite à l'album Ce soir on sort…. Elle débute en 2019 et est interrompue en 2020 en raison de la pandémie de Covid-19.

## Liste des titres
L'album et la vidéo reprennent les titres suivants :

### CD 1
| No  | Titre                                          | Paroles                                                             | Musique                                                             | Durée |
| --- | ---------------------------------------------- | ------------------------------------------------------------------- | ------------------------------------------------------------------- | ----- |
| 1.  | Comment ça va pour vous ?                      | Patrick Bruel                                                       | Gérard Presgurvic                                                   |       |
| 2.  | Alors regarde                                  | Patrick Bruel                                                       | Patrick Bruel                                                       |       |
| 3.  | Je fais semblant                               | Amanda Sthers - Patrick Bruel                                       | Patrick Bruel                                                       |       |
| 4.  | Qui a le droit…                                | Gérard Presgurvic                                                   | Patrick Bruel                                                       |       |
| 5.  | Pas eu le temps (en duo avec Claudio Capéo)    | Félix Gray                                                          | Félix Gray                                                          |       |
| 6.  | Louise (en duo avec Erza Muqoli)               | Patrick Bruel - Marie-Florence Gros                                 | Patrick Bruel - Skalpovich                                          |       |
| 7.  | J'te l'dis quand même                          | Patrick Bruel                                                       | Patrick Bruel                                                       |       |
| 8.  | J'te mentirai                                  | Patrick Bruel                                                       | Patrick Bruel                                                       |       |
| 9.  | Rue Mouffetard                                 | Vianney                                                             | Vianney                                                             |       |
| 10. | Pour la vie (en duo avec Vianney)              | Gérard Presgurvic                                                   | Gérard Presgurvic                                                   |       |
| 11. | Place des Grands Hommes                        | Bruno Garcin                                                        | Patrick Bruel                                                       |       |
| 12. | La Fille de l'aéroport                         | Patrick Bruel                                                       | Patrick Bruel                                                       |       |
| 13. | Elle me regardait comme ça                     | Patrick Bruel - Gérard Presgurvic                                   | Patrick Bruel                                                       |       |
| 14. | Marre de cette nana-là !                       | Patrick Bruel - Fanny Rozenay - Gérard Presgurvic                   | Gérard Presgurvic - Roger Poulet                                    |       |
| 15. | La Tête à l'envers                             | Patrick Bruel - Melissa De Souza                                    | Patrick Bruel - Melissa De Souza                                    |       |
| 16. | Tous les deux (en duo avec Boulevard des Airs) | Florent Dasque - Jean-Noël Dasque - Sylvain Duthu - Jérémies Plante | Florent Dasque - Jean-Noël Dasque - Sylvain Duthu - Jérémies Plante |       |
| 17. | Mon amant de Saint-Jean                        | Léon Agel                                                           | Émile Carrara                                                       |       |
| 18. | On se plaît                                    | Patrick Bruel                                                       | Patrick Bruel - Skalpovitch                                         |       |
| 19. | She's gone                                     | Patrick Bruel                                                       | Romain Chelminski                                                   |       |

### CD 2
| No  | Titre                                     | Paroles                                                              | Musique                                                              | Durée |
| --- | ----------------------------------------- | -------------------------------------------------------------------- | -------------------------------------------------------------------- | ----- |
| 1.  | Héros                                     | Paul École                                                           | Patrick Bruel                                                        |       |
| 2.  | Ce soir on sort…                          | Patrick Bruel                                                        | Gérard Presgurvic                                                    |       |
| 3.  | Au Café des délices (en duo avec Slimane) | Félix Gray                                                           | Félic Gray - Patrick Bruel                                           |       |
| 4.  | Stand Up                                  | Patrick Bruel - Paul École                                           | Patrick Bruel - Skalpovitch                                          |       |
| 5.  | Et puis je sais                           | Patrick Bruel                                                        | Patrick Bruel                                                        |       |
| 6.  | Casser la voix                            | Patrick Bruel - Gérard Presgurvic                                    | Patrick Bruel                                                        |       |
| 7.  | Est-ce que tu danseras avec moi…          | Patrick Bruel                                                        | Patrick Bruel                                                        |       |
| 8.  | Lâche-toi                                 | Patrick Bruel                                                        | Patrick Bruel                                                        |       |
| 9.  | Tout recommencer                          | Mickaël Furnon - Patrick Bruel                                       | Mickaël Furnon                                                       |       |
| 10. | L'amour est un fantôme                    | Pierre Lapointe                                                      | Pierre Lapointe                                                      |       |
| 11. | Salut les amoureux                        | Steve Goodman - Adapt. Richelle Dassin - Claude Lemesle              | Steve Goodman                                                        |       |
| 12. | J'ai oublié de vivre                      | Pierre Billon                                                        | Jacques Revaux                                                       |       |
| 13. | À tout à l'heure                          | Patrick Bruel                                                        | Patrick Bruel                                                        |       |
| 14. | Le Fil (Bonus - version originale)        | Nino Vella - Sébastien Rousselet - Théodore Desprez - Martin Valette | Nino Vella - Sébastien Rousselet - Théodore Desprez - Martin Valette |       |

## Musiciens et direction artistique
Patrick Bruel est accompagné sur scène des musiciens suivants :
- Direction musicale, clavier : Benjamin Constant
- Guitares : Roman Chelminski, Yannick Chouillet
- Batterie : Loïc Pontieux
- Basse : Antoine Reininger
- Cordes : Marc-Antoine Bier, Camille Borsarello, Hector Chemelle, Jean-Yves Convert, Flore Lacreuse, Emma Lee, Catherine Robert, Mathilde Sternat